# ITT 3030
ITT 3030 (3030) је професионални рачунар, производ фирме ITT који је почео да се израђује у САД током 1982. године.
Користио је Z80A (Intel 8086 опциони) као централни микропроцесор а RAM меморија рачунара 3030 је имала капацитет од 64kb (до 256kb са 64k додацима). 
Као оперативни систем кориштен је CP/M - MP/M - BOS.

## Детаљни подаци
Детаљнији подаци о рачунару 3030 су дати у табели испод.
|                       | |
| 3030                  | |
| Произвођач            | |
| Тип                   | професионални рачунар |
| Меморија              | 64kb (до 256kb са 64k додацима) |
| Поријекло             | Сједињене Америчке Државе |
| Година                | 1982 |
| Тастатура             | QWERTY/AZERTY тастатура са пуним помаком тастера, нумерички пад, едит пад, 8 функцијских тастера, 128 не-АСКИ знакова, мала слова и акценти, 32 полу-графичких знакова, auto-repeat тастер |
| Процесор              | |
| Фреквенција процесора | 4MHz (8086: 6) |
| RAM                   | 64kb (до 256kb са 64k додацима) |
| ROM                   | 2kb (све до 32kb) |
| Текст                 | 80 x 24 / 64 x 24 |
| Графика               | 512 x 256, 512 x 512 |
| Боја                  | 16 |
| Звук                  | мали звучник |
| Димензије             | 12,5 kg |
| Портови               | |
| Оперативни систем     | |